# Palacio Rosen
El Palacio Rosen es un edificio situado en el casco antiguo de Tallin, en la calle Pikk 28. El edificio actualmente alberga la Embajada de Suecia . El edificio está registrado como monumento cultural con el número 3041. 
Es uno de los palacios nobles más magníficos de la ciudad, construido en el casco antiguo de Tallin durante la época en que Tallin estaba bajo dominio sueco, en 1670. El constructor y primer propietario del edificio fue Axel von Rosen, hijo de Bogislaus von Rosen, gobernador de la provincia de Ingria. Axel heredó la parcela de tierra Pikk 28 de su padre. En aquella época en el terreno había casas en ruinas que fueron demolidas en 1670. El edificio se terminó de construir a principios del siglo XVII, pero Axel von Rosen no pudo disfrutar de su hermoso palacio durante mucho tiempo; Murió en 1679. y fue enterrado en la Iglesia de San Oleviste en Tallin. Legó la casa a su hijo menor , Bengt Gustav von Rosen, quien a su vez la legó a su hija. 18. siglo A finales del siglo XIX, el terreno fue vendido a Andrei Polyansky, vicealmirante de la Flota del Báltico del Imperio ruso, y la casa fue utilizada como edificio del Almirantazgo de la Flota del Báltico rusa en Tallin.
.